# Hussein Farrah Aidid
Hussein Mohammed Farah Aidid (Belet Uen, 16 agosto 1962) è un politico, militare e signore della guerra somalo.
È il figlio del generale Mohammed Farah Aidid

## Biografia
Nato nel 1962 a Belet Uen, Hussein Mohammed Farah è figlio di Mohammed Farah Aidid e per questo è talvolta indicato come Hussein Mohammed Farah Adid, Hussein Aidid o Aidid Junior. Si trasferì a 17 anni negli Stati Uniti, dove studiò alla Covina High School, a Covina, California, diplomandocisi nel 1981.

## Carriera militare negli Stati Uniti
Nell'aprile del 1987 Hussein si arruolò volontario nel Corpo dei Marines. Dopo l'addestramento a Parris Island fu assegnato alla base di Pico Rivera, in California, come parte della Batteria B del 14º Reggimento Marine. Dopodiché nel 1991 partecipò alla guerra del Golfo con il grado di caporale.
Un anno dopo, nel dicembre 1992, prestò poi servizio come traduttore in Somalia durante l'Operazione Restore Hope, scelto in quanto unico tra tutti i Marines degli Stati Uniti a parlare somalo. Nel corso della carriera militare Hussein è stato decorato con il Marine Corps Expeditionary Medal e con l'Armed Forces Expeditionary Medal.
Dopo il congedo nel 1995, rimase negli Stati Uniti e divenne cittadino naturalizzato. Era di simpatie repubblicane.

## Alleanza Nazionale Somala (SNA)
Dopo aver compiuto i 30 anni Hussein fu scelto dal suo clan, gli Habr Ghedir, come successore del padre, e ritornò in Somalia. Il 15 giugno 1995 suo padre Aidid si proclamò Presidente, ma non ricevette nessun riconoscimento internazionale. Il 1º agosto 1996 Aidid morì e suo figlio Hussein giurò come Presidente ad interim e divenne capo dell'Alleanza Nazionale Somala, l'alleanza politica che suo padre aveva costituito nel 1992 per contrastare le forze USA intervenute in Somalia nelle missioni ONU.
L'Occidente vide in Hussein una possibilità per migliorare le proprie relazioni con la Somalia. Tuttavia, anche la Presidenza di Hussein non fu riconosciuta: formalmente, dall'autoproclamazione di Aidid padre la Somalia non aveva nessun Presidente e nessun governo.
Il 1º settembre 1996 Hussein incontrò per la prima volta dei rappresentanti delle Nazioni Unite, per trattare i problemi lasciati dall'amministrazione di suo padre. I problemi principali erano i seguenti:
- Mettere fine ai rapimenti di personale dell'UNICEF e dell'OMS (ironia della sorte, il giorno dopo un membro dell'OMS fu rapito e trattenuto fino al 6 settembre, dopo il pagamento di un riscatto di 2000 dollari)
- I furti di forniture OMS
- I furti di aiuti e beni ONU a Baidoa verificatisi nel 1995

Il 17 dicembre 1996 il signore della guerra rivale Ali Mahdi Mohamed, ex Presidente e già grande nemico di Aidid padre, attaccò il quartier generale di Hussein a Mogadiscio in cinque giorni di combattimenti che costarono 135 morti.
Il 22 dicembre 1997 Hussein rinunciò al titolo conteso di Presidente firmando la Dichiarazione del Cairo.
Il 30 marzo 1998 Mahdi e Hussein elaborarono un piano di pace con cui si divisero il controllo su Mogadiscio, ponendo fine a 7 anni di lotte.
Era infatti dalla cacciata di Siad Barre nel 1991 che le rispettive milizie, prima comandate da Aidid, si scontravano.
Il 23 febbraio 1999 milizie fedeli ad Hussein uccisero 60 civili a Baidoa e Daynunay.

## Governo Nazionale di Transizione
Hussein si rifiutò di riconoscere il Governo Nazionale di Transizione nato nel 2000 dalla conferenza di pace di Arta, in Gibuti, accusandolo di proteggere simpatizzanti islamisti militanti; più probabilmente, temeva che avrebbe fortemente ridimensionato il potere suo e di altri signori della guerra emersi con l'anarchia del paese. Per questo, all'inizio del 2001 formò in opposizione al governo il Consiglio di Riconciliazione e Restaurazione della Somalia (SRRC), cui nel giugno 2002 aderì anche il signore della guerra Mohamed Omar Habeb Dhere.
In un imprecisato periodo della fine del 2001, Hussein avvertì il Presidente USA George W. Bush che la compagnia somala di trasferimento di denaro(hawala) e di telecomunicazioni Al-Barakat aveva legami con terroristi e che in Somalia c'erano terroristi in accordo con Osama Bin Laden. Egli inoltre avvisò che proseliti islamisti militanti del Pakistan erano attivi a Mogadiscio ed in altre città somale e che avevano forti collegamenti con Al-Itihaad al-Islamiya, gruppo terroristico islamico scomparso nel 2006.

## Governo Federale di Transizione
Il SRRC ha deciso di collaborare con il Governo Federale di Transizione (TFG), nato nel 2004 in sostituzione di quello Nazionale. Hussein ha ricoperto i seguenti prestigiosi incarichi al suo interno:
- Vice Primo Ministro (2005-13 maggio 2007)
- Ministro dell'Interno (2005-7 febbraio 2007
- Ministro dei Lavori Pubblici e della Casa (7 febbraio 2007-Dicembre 2008)[14]

Nel luglio 2003 SRRC e TNG raggiunsero un compromesso sulla composizione del futuro Parlamento: il TNG avrebbe accettato il numero di parlamentari proposto dal SRRC, e quest'ultimo l'inclusione dei politici richiesti dal TNG. Probabilmente il compromesso fu raggiunto per il comune intento di contrastare il crescente potere dei fondamentalisti islamici, organizzatisi nell'Unione delle Corti Islamiche (ICU) e successivamente in Al-Shabaab. Gli integralisti riuscirono in breve tempo a conquistare buona parte del paese, fino ad occupare Mogadiscio e molte altre importanti città somale nel 2006.
Il 25 ottobre 2005 Hussein ha consegnato 3500 mine terrestri del Congresso della Somalia Unita, di cui era stato membro Aidid padre, e dell'Alleanza Nazionale della Somalia all'organizzazione non governativa Geneva Call. Hussein e i leader di altre fazioni si sono accordati sulla fine dell'utilizzo delle mine terrestri, come ulteriore segno della fine degli anni della guerra civile.
Il 28 dicembre 2006 le forze governative sconfissero l'ICU scacciandola da Mogadiscio, e Hussein era presente quando entrarono nella capitale.
Ha perso l'incarico di Vice Primo Ministro il 13 maggio 2007 perché accusato di scarso adempimenti dei propri doveri. Conseguentemente Hussein è fuggito ad Asmara, capitale dell'Eritrea, accusando l'Etiopia di compiere in Somalia un genocidio con i propri interventi militari, chiedendone il ritiro dal paese.

## Decorazioni
- Marine Corps Expeditionary Medal
- Armed Forces Expeditionary Medal